# 小林規威
小林 規威（こばやし のりたけ、1932年2月23日 - ）は、日本の経営学者。商学博士（論文博士・1973年）。慶應義塾大学名誉教授。

## 略歴
東京府東京市（現東京都千代田区）出身。1953年ハーバード大学国際政治学科卒業。1954年慶應義塾大学法学部法律学科卒業。1961年ハーバード・ビジネス・スクール卒。
1973年慶應義塾大学ビジネス・スクール教授、同年「国際経営戦略の研究 多国籍企業研究への発展過程」で商学博士の学位を取得。慶應義塾大学ビジネス・スクール校長。1987-1991年慶應義塾大学大学院経営管理研究科委員長。1996年定年、慶大名誉教授、淑徳大学教授。2002年退任。
従兄にライオン歯磨会長の小林敦、妻の祖父に小坂梅吉、西野恵之助（帝国劇場社長）がいる。

## 著書
- 『英国準契約法』千倉書房 1960
- 『日本の合弁会社』東洋経済新報社 1967
- 『世界企業への戦略』好学社 世界に挑戦する日本の経営 1971
- 『インターナショナル・ビジネス』筑摩書房・経営学全集 1972
- 『日本企業の多国籍化と人事管理』日本生産性本部労働資料センター 海外労働シリーズ　1980
- 『日本の多国籍企業 国際比較の視点からの研究』中央経済社 1980
- 『日本の国際化企業 国際化と経営パフォーマンスの関係性』中央経済社 2007
- 『日本企業国際化の研究 基礎データにみる光と陰』文眞堂 2011

### 共編著
- 『講座現代の経営 第7 国際経営』編 河出書房 1968
- 『70年代の経営者』編 竹内書店 1970
- 『多国籍企業の経済学』山崎清,土井輝生共著 毎日新聞社 エコノミスト選書　1975
- 『現代経営事典』土屋守章,宮川公男共編 日本経済新聞社 1986
- 『21世紀多国籍企業の新潮流』竹田志郎,安室憲一共監修 多国籍企業研究会編 ダイヤモンド社 2003

### 翻訳
- ユージン・ジェニングス『経営者の不安』荒川孝共訳 竹内書店 1972

## 論文
- <小林規威